# Semperdon rotanus
Semperdon rotanus es una especie de molusco gasterópodo de la familia Charopidae en el orden de los Stylommatophora.

## Distribución geográfica
Es endémica de Guam y de las Islas Marianas del Norte.  